# سیارک ۱۷۹۳۸
سیارک ۱۷۹۳۸ (به انگلیسی: 17938 Tamsendrew، نامگذاری:1999HW6) هفده هزار و نهصد و سی و هشتمین سیارک کشف شده‌است که در ۱۷ آوریل ۱۹۹۹ کشف شد.
قدر مطلق سیارک برابر ۱۴.۸ است.